# سیه‌زن
سیَه‌زَن (سیاه‌زن، سیَزَن) (به ترکی آذربایجانی: Siyəzən) نام شهری در شمال شرقی جمهوری آذربایجان و مرکز شهرستان سیه‌زن است. این شهر ۲۲۱۹۳ نفر جمعیت دارد. ساکنان سیه‌زن، تات هستند و به زبان تاتی قفقاز صحبت می‌کنند.

## ریشه واژه
نام سیه‌زن برگرفته از واژه فارسی/تاتی زن سیاه است. نام دیگر شهر تا سال ۱۹۵۴ میلادی قزل برون بود. سیه‌زن نام کهن‌تر این شهر به شمار می‌رود.

## جغرافیا
این شهر در دشت سامور-شابران و در کرانه دریای کاسپین و در میان رودهای گیل‌گیل‌چای و آتاچای جای دارد. سیه‌زن ۱۰۵ کیلومتر تا شهر باکو پایتخت جمهوری آذربایجان و ۱۸ کیلومتر تا شهر شابران فاصله دارد.

## تاریخ
در نزدیکی شهر سیه‌زن و کرانه‌های دریای کاسپین بازمانده‌ها و بقایای یک شهر باستانی میدا شده است. به دنبال کاوش‌های باستان‌شناسی در سیه‌زن، ابزار‌ها و سنگ‌نوشته‌های گلی مربوط به سده ۱۱ و ۱۲ میلادی در این ناحیه پیدا شده است.
سیه‌زن نخستین بار در ۱۱ فوریه ۱۹۴۰ میلادی به عنوان مرکز شهرستان انتخاب شد. این شهر در سال ۱۹۵۴ میلادی عنوان شهر را دریافت کرد. شهرستان سیه‌زن در ۱۹۵۹ میلادی در شهرستان شابران (دوه‌چی) ادغام شد. در ۲ آوریل ۱۹۹۲ میلادی با تصمیم شورای عالی ملی جمهوری آذربایجان شهرستان سیه‌زن در همان مرزبندی پیشین خود ایجاد شد. گسترش کاوش‌ها و تولیدات نفتی در منطقه در دهه ۱۹۵۰ تا ۱۹۷۰ میلادی باعث رونق اقتصاد آن شد و ترکیب قومی و روستایی آن را دچار آسیب کرد. ایستگاه راه‌آهن قزل برون از نزدیکی شهر می‌گذشت و باعث گسترش ترابری و اقتصاد شهر سیه‌زن شد.

## جمعیت و مردم
تا سال ۱۹۷۵ میلادی، ۱۵۰۰۰ تن در این شهر زندگی می‌کردند. بر اساس سرشماری سال ۱۹۸۹ میلادی، جمعیت شهر ۱۸۶۵۵ تن بوده است. در آغاز سده ۲۱ میلادی، جمعیت شهر به ۱۹۲۰۰ تن رسید.
بر اساس سرشماری سال ۲۰۱۰ جمعیت شهر ۲۷۶۰۰ تن بوده است که بیش‌تر آن از تات‌ها بوده‌اند. دیگر گروه‌های قومی شامل لزگی‌ها، آذری‌ها و روس‌ها هستند. بر اساس سرشماری سال ۲۰۱۲ میلادی، جمعیت این شهر ۲۸۱۲۷ تن بوده است.

## اقتصاد
این شهر از دوران شوروی یک شهر نفت‌خیز به شمار می‌رود و از شهرهای تولیدکننده نفت در جمهوری آذربایجان است. این شهر دارای یک کارخانه فرآوری گاز و یک کارخانه آسفالت است. ماهی‌گیری نیز به علت نزدیکی به دریا گسترش یافته است.
یک بزرگراه و همچنین یک خط راه‌آهن از شهر باکو به سوی مرز روسیه از کنار این شهر می‌گذرد که به گسترش اقتصاد شهر کمک می‌کند. کانال آب‌رسانی سامور-آب‌شوران نیز از کنار این شهر می‌گذرد و نقش فراهم‌سازی آب را در شمال‌شرقی جمهوری آذربایجان ایفا می‌کند.

## آموزش
در سیه‌زن ۶ مدرسه دولتی وجود دارد.

## فرهنگ
یکی از رقص‌های بومی جمهوری آذربایجان رقص سیه‌زنی تات‌ها است.